# Jack Earls
Jack Earls (* 23. August 1932 in Woodbury,  Tennessee; † 12. Juni 2023 in Tennessee) war ein US-amerikanischer Country- und Rockabilly-Sänger, der vor allem für seinen Titel Slow Down bekannt war.

## Leben

### Kindheit und Jugend
Die meiste Zeit seiner Kindheit verbrachte Earls auf der Farm seiner Eltern. Er hatte insgesamt sechs Geschwister. Schon früh begeisterte er sich für Country-Musik und wurde von seinen Nachbarn beeinflusst, die beide ein Instrument beherrschten. Mit 16 Jahren lernte er Gitarre spielen und schon ein Jahr später zog er nach Memphis, Tennessee, der späteren Geburtsstätte des Rockabilly. Anfang 1949 gründete er seine erste eigene Band, mit der er vereinzelt auftrat.

### Karriere
Doch seine Karriere musste zuerst warten, bereits 1950 hatte Earls geheiratet und war nun dabei, eine Familie zu gründen. Mit seiner neuen Band, die er 1954 gegründet hatte, spielte er jedoch bald in und um Memphis in Kneipen und Bars. Sein Bassist war damals Johnny Black, der Bruder des berühmten Bassisten Bill Black.
Im Sommer 1955 machten Earls und seine Band private Aufnahmen im Memphis Recording Service. Zur selben Zeit war Elvis Presley dabei, Mystery Train einzuspielen. Da Presley den Text dieses R&B-Songs noch nicht kannte, musste Earls eine Platte des Originals von Junior Parker holen. So wurde Plattellabelbesitzer Sam Phillips auf Earls und seine Band aufmerksam.
Ihr Titel Hey Jim, den Earls selbstgeschrieben hatte, beeindruckte Phillips. Doch bevor Phillips mit der Produktion beginnen konnte, spielten Earls und seine Band, die jetzt The Jimbos hießen, sein Rockabilly-Stück Slow Down vor. Anstelle von Hey Jim wurde jetzt Slow Down veröffentlicht mit der B-Seite A Fool for Loving You You. 1956 wurde der Titel zu einem lokalen Hit, der selbst von DJs in Texas gespielt wurde und sich über 50.000 Mal verkaufte. Jedoch waren Earls Auftrittsmöglichkeiten stark eingeschränkt, da er gleichzeitig noch einen Job hatte, um seine Familie zu versorgen. Dies behinderte seine Karriere erheblich, schon aus dem Grund, dass er keine Tourneen unternehmen konnte. Earls und seine Band nahmen noch mehr als ein Dutzend weiterer Titel bei Sun auf, die jedoch unveröffentlicht blieben. 1957 lief der Vertrag bei Sun aus und Earls zog sich, trotz Angebote der Meteor Records und der King Records, aus dem Musikgeschäft zurück.
Danach zog er mit seiner Familie nach Detroit, Michigan, wo er bei Chrysler arbeitete. In den 1970er-Jahren veröffentlichte er noch einige Platten, die jedoch weitgehend unbeachtet blieben. Doch während des Rockabilly-Revivals erlangte Earls Berühmtheit, nicht nur in Amerika, sondern auch in Europa. Er trat wieder öffentlich auf, unter anderem mit Janis Martin und Sleepy LaBeef, zwei der populärsten Rockabilly-Künstler. Auch heute noch tritt Jack Earls öffentlich auf. Seine Sun-Aufnahmen wurden 1997 von den Charley Records veröffentlicht. In den Jahren 2001 und 2002 veröffentlichte Earls seine ersten Alben.
Jack Earls starb am 12. Juni 2023 in Tennessee.

## Diskographie

### Singles
| 1956                    | Slow Down / A Fool For Lovin’ You | Sun Records          |
| 1975                    | She Sure Can Rock Me / Crawdad Hole | Olympic Records      |
| 1976                    | Roll Over Beethoven / Take Me To That Place | Olympic Records      |
| 1976                    | Call Me Shorty / Mississippi Man | Olympic Records      |
| 1976                    | Flip Flop and Fly / Rock Bop | Olympic Records      |
| 1998                    | My Little Mama / Game Of Love | Enviken Records      |
| 2001                    | Take Me To That Place / Come On Little Mama (mit Ray Harris) | Norton Records       |
| 1999                    | EP - Slow Down - Rock Bop - Be-Bop-A-Lula - I Started Rockin’ A Long Time Ago | Stomper Time Records |
| Unveröffentlichte Titel | |                      |
|                         | - They Can’t Keep Me From You - Comin’ Back Home - Crawdad Hole - Game Of Love - If You Don’t Mind - Let’s Bop - My Gal Mary-Ann - Rock Bop - Sign On The Dotted Line - Take Me To The Place | Sun Records          |

### Alben
- 1990: Let's Bop
- 1996: Jack Earls Sings
- 1996: Hey Slim, Let's Bop
- 2001: Jack Earls live
- 2002: Game of Love (mit den Sleazy Rustic Boys)